# Benedetto Viale
Benedetto Viale (ur. 1660 w Genui; zm. 1749 tamże) – polityk genueński.
Przez okres od 30 września 1717 do 30 września 1719 roku Benedetto Viale pełnił urząd doży Genui.